# ضفدع جامباتو
ضفدع جامباتو أو ضفدع كيتو قصير القدم أو ضفدع جامباتو المهرج (الاسم العلمي Atelopus ignescens)، هو نوع من الضفادع في فصيلة العلاجيم. وهو مستوطن في شمال جبال الأنديز في الإكوادور. يُعتقد أن هذه الأنواع التي كانت وفيرة في السابق قد انقرضت حتى إعادة اكتشافها في عام 2016. الاسم المحدد ignescens يعني "إشعال النار"، في إشارة على الأرجح إلى اللون البطني البرتقالي لهذا النوع.